# Fatah Gharbi
Pour les articles homonymes, voir Gharbi.
Fatah Gharbi, né le 12 mars 1983 à Sfax, est un footballeur international tunisien. Il évolue au poste d'arrière gauche.
Il joue la majorité de sa carrière au Club sportif sfaxien, longtemps en tant que capitaine de l'équipe. En janvier 2013, lors du mercato d'hiver, il rejoint l'effectif du Club africain.
En décembre 2015, il signe un contrat de six mois en faveur de l'Océano Club de Kerkennah, dont il devient le capitaine, et termine la saison à la deuxième place avec son équipe. Lors de la phase retour, il joue quinze matchs et marque un penalty lors du match remporté contre le Football M'dilla Club (4-1).
Le 12 juin 2008, il honore sa première sélection nationale lors d'un match gagné contre le Burundi par le score de 1 à 0.

## Clubs
- 2002-2013 : Club sportif sfaxien ( Tunisie) avec le numéro 2
- 2013 : Club africain ( Tunisie) avec le numéro 6
- 2015-2016 : Océano Club de Kerkennah ( Tunisie) avec le numéro 2

## Palmarès
- Coupe de la confédération (2) :
  - Vainqueur : 2007, 2008
- Championnat d'Afrique des nations (1) :
  - Vainqueur : 2011
- Ligue des champions arabes (1) :
  - Vainqueur : 2004
- Coupe nord-africaine des vainqueurs de coupe (1) :
  - Vainqueur : 2009
- Championnat de Tunisie (1) :
  - Vainqueur : 2005
- Coupe de Tunisie (2) :
  - Vainqueur : 2004, 2009
- Coupe de la Ligue tunisienne de football (1) :
  - Vainqueur : 2003